# Gertrud av Comburg
Gertrud av Comburg, född ?, död 1130, var drottning av Tyskland 1127-1131, gift med kung Konrad III av Tyskland. 